# Fibrato vettoriale

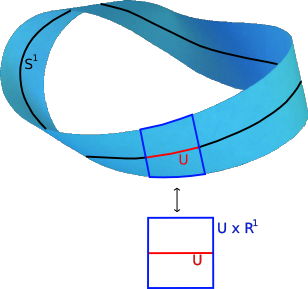
Il nastro di Möbius ha una struttura di fibrato vettoriale su una circonferenza.

In matematica, un fibrato vettoriale è una costruzione che associa a ogni punto di una varietà topologica (o differenziabile) uno spazio vettoriale (generalmente reale o complesso). Si tratta quindi di un particolare fibrato, la cui fibra ha una struttura di spazio vettoriale.
Il fibrato tangente e il fibrato cotangente sono due esempi.

## Definizione
Un fibrato vettoriale reale è un fibrato che ha come fibra uno spazio vettoriale, cioè è una funzione continua suriettiva {\displaystyle p\colon E\to B} fra spazi topologici tale che la controimmagine {\displaystyle p^{-1}(x)} di ogni punto {\displaystyle x\in B,} detta fibra sopra il punto {\displaystyle x,} sia dotata di una struttura di spazio vettoriale reale. Si chiede inoltre che questa struttura vari in modo continuo al variare di {\displaystyle x}. Questa richiesta è formalizzata chiedendo che la proiezione sia localmente un prodotto. Più precisamente, per ogni punto {\displaystyle x} dello spazio base {\displaystyle B} esiste un intorno aperto {\displaystyle U} del punto {\displaystyle x} e un omeomorfismo:
{\displaystyle \phi \colon p^{-1}(U)\to U\times \mathbb {R} ^{k},}
tale che:
{\displaystyle \mathrm {pr} _{1}\circ \phi =p}
dove {\displaystyle \mathrm {pr} _{1}\colon U\times \mathbb {R} ^{k}\to U} è la proiezione sul primo fattore. Si richiede inoltre che l'omeomorfismo preservi le strutture di spazi vettoriali, e cioè che l'omeomorfismo:
{\displaystyle \phi |_{p^{-1}(x')}:p^{-1}(x')\to \lbrace x'\rbrace \times \mathbb {R} ^{k},}
sia anche un isomorfismo di spazi vettoriali, per ogni punto {\displaystyle {x'}} dell'aperto {\displaystyle U.}